# 陳熊
陳熊，安徽合肥人，陳銳之子，明朝平江伯。
陳熊繼承其父陳銳伯爵爵位。正德三年（1508年），出任漕運總兵。劉瑾索賄不成，於是暗中怨恨他。后因事被追究，下詔獄，戍守海南衛，家傳鐵券被奪回。之後劉瑾被誅，陳熊被恢復爵位，死後無子。